# Ворожбянська міська територіальна громада
Ворожбянська міська громада — територіальна громада в Україні, в Сумському районі Сумської області. Адміністративний центр — місто Ворожба.
Площа громади — 152,4 км², населення — 8 413 мешканці (2020).

## Населені пункти
У складі громади 1 місто (Ворожба) і 12 сіл:
- Воронине
- Ганнівське
- Гезівка
- Кальченки
- Крижик
- Миколаївка-Тернівська
- Нагірнівка
- Сергіївка
- Цимбалівка
- Червоне
- Череватівка
- Шкуратівка